# تسوكيهيمي
تسوكيهيمي (بالإنجليزية: Tsukihime)‏ هي رواية مرئية إيروجي يابانية صدرت في ديسمبر 2000 وتم تحويلها لمسلسل أنمي ومانغا.

## وصلات خارجية
- تسوكيهيمي في قاعدة بيانات الرواية المرئية